# Universidade Técnica de Hamburgo
A Universidade Técnica de Hamburgo (em alemão:  Technische Universität Hamburg, abreviado TU Hamburg ou TUHH) é a segunda universidade mais importante da cidade de Hamburgo, depois da Universidade de Hamburgo. Está situada no distrito de Harburgo.
Foi fundada em 22 de maio de 1978. Tem 7698 alunos (situação em 2020).